# Callistethus granulipygus
Callistethus granulipygus är en skalbaggsart som beskrevs av Bates 1888. Callistethus granulipygus ingår i släktet Callistethus och familjen Rutelidae. Inga underarter finns listade.